# Planimetrie
De planimetrie, vlakke meetkunde, vlaktemeetkunde of effen geometrie is het onderdeel van de meetkunde dat zich specifiek bezighoudt met het meten van oppervlakken in de 'platte' ofwel tweedimensionale ruimte. De planimetrie legt de basis voor het begrip metrische ruimte.
De oppervlakte van bijvoorbeeld rechthoeken is gemakkelijk aan de hand van lengte en breedte te berekenen. Bij gecompliceerde vlakken zoals drie- vier- vijfhoeken moet de oppervlakte worden berekend door de figuur in kleinere stukken te verdelen. Bij vlakken met gekromde begrenzingen moet de precieze oppervlakte worden berekend aan de hand van oppervlakteintegralen, als van die krommen wiskundige functies bekend zijn. Een andere mogelijkheid is de oppervlakte te schatten.
Wanneer van planimetrering wordt gesproken, wordt hiermee meestal specifiek het meten van onregelmatige tot zeer onregelmatige vlakken bedoeld. Planimetrering wordt veelal gedaan met behulp van instrumenten zoals een planimeter of pantograaf. De planimetrie onderscheidt zich van de ruimtemeetkunde of stereometrie, doordat ze zich niet met de driedimensionale ruimte bezighoudt en van de goniometrie, doordat daarin vooral aan hoeken wordt gemeten.